# Saison 2012 de la Ligue canadienne de football
Navigation
2011 2013
2012 est la 55e saison de la Ligue canadienne de football et la 127e saison depuis la fondation de la Canadian Rugby Football Union en 1884.

## Événements
Les changements suivants aux règlements sont approuvés par la ligue en avril:
- Tous les jeux où des points sont marqués seront automatiquement révisés par reprise vidéo au centre de contrôle de la ligue.
- Devant l'augmentation du nombre de cas où des joueurs perdent leur casque en cours de jeu, et en vue d'assurer la sécurité des joueurs, la ligue introduit deux nouveaux règlements:
  - Si le porteur de ballon perd son casque, le jeu est immédiatement arrêté par l'arbitre.
  - Si un joueur autre que le porteur de ballon perd son casque, il doit immédiatement cesser de participer au jeu, sans quoi son équipe sera pénalisée de 10 verges (yards en Europe) pour participation illégale. De plus, si un joueur frappe un adversaire qui ne participe plus au jeu pour cette raison, l'équipe de ce joueur sera pénalisée de 15 verges pour rudesse excessive[1].

## Classements
| Clt   | Équipe                   | PJ | V  | D  | N | BP  | BC  | Pts |
| ----- | ------------------------ | -- | -- | -- | - | --- | --- | --- |
| +001, | Alouettes de Montréal    | 18 | 11 | 7  | 0 | 478 | 489 | 22  |
| +002, | Argonauts de Toronto     | 18 | 9  | 9  | 0 | 445 | 491 | 18  |
| +003, | Blue Bombers de Winnipeg | 18 | 6  | 12 | 0 | 376 | 531 | 12  |
| +004, | Tiger-Cats de Hamilton   | 18 | 6  | 12 | 0 | 538 | 576 | 12  |

| Clt   | Équipe                           | PJ | V  | D  | N | BP  | BC  | Pts |
| ----- | -------------------------------- | -- | -- | -- | - | --- | --- | --- |
| +001, | Lions de la Colombie-Britannique | 18 | 13 | 5  | 0 | 479 | 354 | 26  |
| +002, | Stampeders de Calgary            | 18 | 12 | 6  | 0 | 535 | 430 | 24  |
| +003, | Roughriders de la Saskatchewan   | 18 | 8  | 10 | 0 | 457 | 409 | 16  |
| +004, | Eskimos d'Edmonton               | 18 | 7  | 11 | 0 | 422 | 450 | 14  |

## Séries éliminatoires

### Demi-finale de la division Ouest
- 11 novembre : Roughriders de la Saskatchewan 30 - Stampeders de Calgary 36

### Finale de la division Ouest
- 18 novembre : Stampeders de Calgary 34 - Lions de la Colombie-Britannique 29

### Demi-finale de la division Est
- 11 novembre : Eskimos d'Edmonton 26 - Argonauts de Toronto 42

### Finale de la division Est
- 18 novembre : Argonauts de Toronto 27 - Alouettes de Montréal 20

### 100ecoupe Grey
- 25 novembre : Les Argonauts de Toronto gagnent 35-22 contre les Stampeders de Calgary au Centre Rogers à Toronto (Ontario).

## Honneurs individuels
- Joueur par excellence : Chad Owens (RÉ), Argonauts de Toronto
- Joueur défensif par excellence : J. C. Sherritt (en) (SEC), Eskimos d'Edmonton
- Joueur de ligne offensive par excellence : Jovan Olafioye (en) (LO), Lions de la Colombie-Britannique
- Joueur canadien par excellence : Jon Cornish (DO), Stampeders de Calgary
- Recrue par excellence : Chris Matthews (RÉ), Blue Bombers de Winnipeg
- Joueur des unités spéciales par excellence : Chris Williams (en) (SRB), Tiger-Cats de Hamilton